# Wolfgang Graf von Lüttichau
Wolfgang „Mondrian“ Graf von Lüttichau (* 20. Juni 1952 in Reutlingen) ist ein deutscher Schriftsteller und Sozialpädagoge.

## Familie
Wolfgang ist der Sohn von Harald Graf von Lüttichau (1921–1999) und dessen Ehefrau Walpurga Neuber (1926–2008).

## Leben und Arbeit
Lüttichau schrieb seit den 1960er Jahren in verschiedenen Medien der Gegenkultur. Als Hans Otfried Dittmer in den siebziger Jahren eine Reihe von in der damaligen Alternativszene prominenten Personen wie Wolfgang Fienhold, Hadayatullah Hübsch und Ingo Cesaro zusammenführte und für seine Verlagsedition Dittmer gewann, gehörte auch Wolfgang Graf von Lüttichau zur Gruppe seiner Autoren. Ende der 1970er Jahre gab Lüttichau die Zeitschrift MING heraus, die ausschließlich aus Zitaten bestand, sich das Prädikat „elitär“ gab und in einer minimalen Auflage von 6 bis 12 Stück an vom Herausgeber Lüttichau ausgewählte Empfänger wie die Literaten Christian Ide Hintze und Volker Zotz abgegeben wurde. Auch Lüttichaus Buch Hexen-Still- & Alltag erschien in einer nummerierten Kleinauflage im „Literarischen Informationszentrum“ von Josef Wintjes, für dessen Ulcus Molle Info Wolfgang von Lüttichau als regelmäßiger Autor zahlreiche Beiträge verfasste. Lüttichau, der 1979/80 an der Gründung der Grünen in Wuppertal beteiligt war, ist vielfältig gesellschaftlich aktiv. So kooperierte er zeitweilig mit der Hausbesetzerszene und unterstützte Daniel Goldhagen.
In den 1980er Jahren vertrat Lüttichau die These, in pädophilen Beziehungen liege „die Chance, Solidarität zwischen den Altersgruppen wachsen zu lassen, lebendige, relevante Lebenserfahrung auszutauschen.“ Diese Ansichten hat er später mit Nachdruck widerrufen: „Der persönliche Wendepunkt kam für Lüttichau in den 90er-Jahren. Nach einem Sozialpädagogikstudium arbeitete er als Therapeut in einer Berliner Psychiatrie. Er traf dort Patienten, die als Kinder missbraucht worden waren.“
Lüttichau war Verlagsbuchhändler in Heidelberg, später studierte er Politikwissenschaft und Sozialpädagogik in Berlin. Er arbeitete mit kognitiv Behinderten, in einer Psychiatrischen Klinik und im Bereich Traumapädagogik. Von 2002 bis 2006 leitete er eine Borderline-Selbsthilfegruppe und baute ab 2004 in Leipzig eine Borderline-Beratungsstelle auf. Von 1984 bis 2000 und seit 2011 lebt Wolfgang Graf von Lüttichau in Berlin, wo er bis 2021 im Bereich Integration arbeitete.
In seinem Verlag „Autonomie und Chaos“ werden vergessene Bücher kostenfrei (als pdf) wiederveröffentlicht. Autoren/Autorinnen sind unter anderem: Paula Buber, Irene Forbes-Mosse, Margarete Hannsmann, Theo Harych, Johanna Herzog-Dürck, Ferenc Körmendi, Jeannette Lander, Anne Moody, Kurt Münzer, Adam Scharrer, Lillian Smith, Günter Steffens.

## Werke (Auswahl)
- Unter anderm Sex. Verlagsedition Dittmer, Göttingen 1978, ISBN 3-88297-075-8.
- Aussenseiter-Allüren! Anatomie einer Kriegserklärung. Heidelberg 1984, ISBN 3-923211-03-1.
- Strassenmenschen & Lichtbilder. Literarisches Informationszentrum Wintjes, Bottrop 1984, ISBN 3-923211-06-6.
- „Sie sehen doch, die will keinen Kontakt!“ – Rehistorisierung und heilpädagogische Beziehung bei einem „hoffnungslosen Fall“. In: Behindertenpädagogik, 1999, 38, 2, S. 143–159; dissoziation-und-trauma.de (PDF; 0,3 MB).
- Die Sinnsprüche des Li Boyang, genannt Laotse. Tao-te-king. Interpretierende Nacherzählung von Mondrian Graf von Lüttichau. Verlag Das Klassische China, Weinheim 2009, ISBN 978-3-9811148-3-6; autonomie-und-chaos.de (PDF).
- (als Hrsg.): Harald Graf von Lüttichau: Geschichte der Familie, 2. Auflage. Verlag Autonomie und Chaos, Leipzig / Berlin 2011, ISBN 978-3-923211-89-0; autonomie-und-chaos.de (PDF; 14 MB).
- Armut, Ganzheit, Freiheit – Mensch werden nach Auschwitz? Michael Brink (1914–1947). In: Köhler, Migneco, Trappen (Hrsg.): Freiheit Bewusstheit Verantwortlichkeit. Festschrift für Volker Zotz. München 2016, S. 311–334.
- Zeugnisse aus der Organisierten Rituellen Gewalt – Der Fall Merle Müller. Wieso viele Opfer keine Hilfe suchen. In: Trauma – Zeitschrift für Psychotraumatologie und ihre Anwendungen, 2019, 17 Jg., Heft 3; dissoziation-und-trauma.de (PDF; 0,3 MB).
- Dissoziation. Trauma. Rituelle Gewalt. Berlin 2020, ISBN 978-3-945980-50-7; autonomie-und-chaos.de (PDF; 3,2 MB).